# Léonard Matton
Pour les articles homonymes, voir Matton.
Léonard Matton, né le 8 septembre 1983 à Paris, est un metteur en scène de théâtre scénique et de théâtre immersif, acteur et réalisateur français.
Il est le fils de l'artiste Charles Matton, et de l'autrice Sylvie Matton, ainsi que le frère du compositeur Jules Matton. 
Il est lauréat de la Villa Albertine 2026, pour un projet de recherche sur l'inclusion et l'impact des IA génératives sur la théâtralité.

## Biographie
Enfant, il débute comme comédien dans le rôle principal du film La Lumière des étoiles mortes, avec Richard Bohringer et Jean-François Balmer, et, en 1998, il interprète le rôle de Titus van Rijn dans Rembrandt.
En parallèle à des études littéraires, il réalise deux documentaires et étudie le théâtre à Oxford au sein de la British American Drama Academy. De retour en France, il intègre la classe de Raymond Acquaviva et y bénéficie également des enseignements de Roch-Antoine Albaladéjo et Didier Long.
Depuis 2006, il met en scène une dizaine de spectacles et conjugue son travail à la transmission, à Sciences Po et aux Cours Florent entre autres.
En 2018, il invente le premier lieu français consacré au théâtre immersif, Le Secret Paris, dans le cinquième arrondissement de Paris,, pour le spectacle Helsingør, château d'Hamlet. En 2022, il fonde sa compagnie Emersiøn, pour le spectacle immersif Le Fléau, mesure pour mesure. Cette même année, il écrit et met en scène sa première pièce, H.P.N.S, marché pirate sur le darknet, librement inspirée par l'histoire de Ross Ulbricht, le créateur du premier marché noir sur le darknet, Silk road.
En 2025, il publie un ouvrage référence titré Le Théâtre immersif et met en scène un troisième spectacle immersif, Fisha, de Sarah Hassenforder.

## Théâtre

### Mise en espaces immersifs

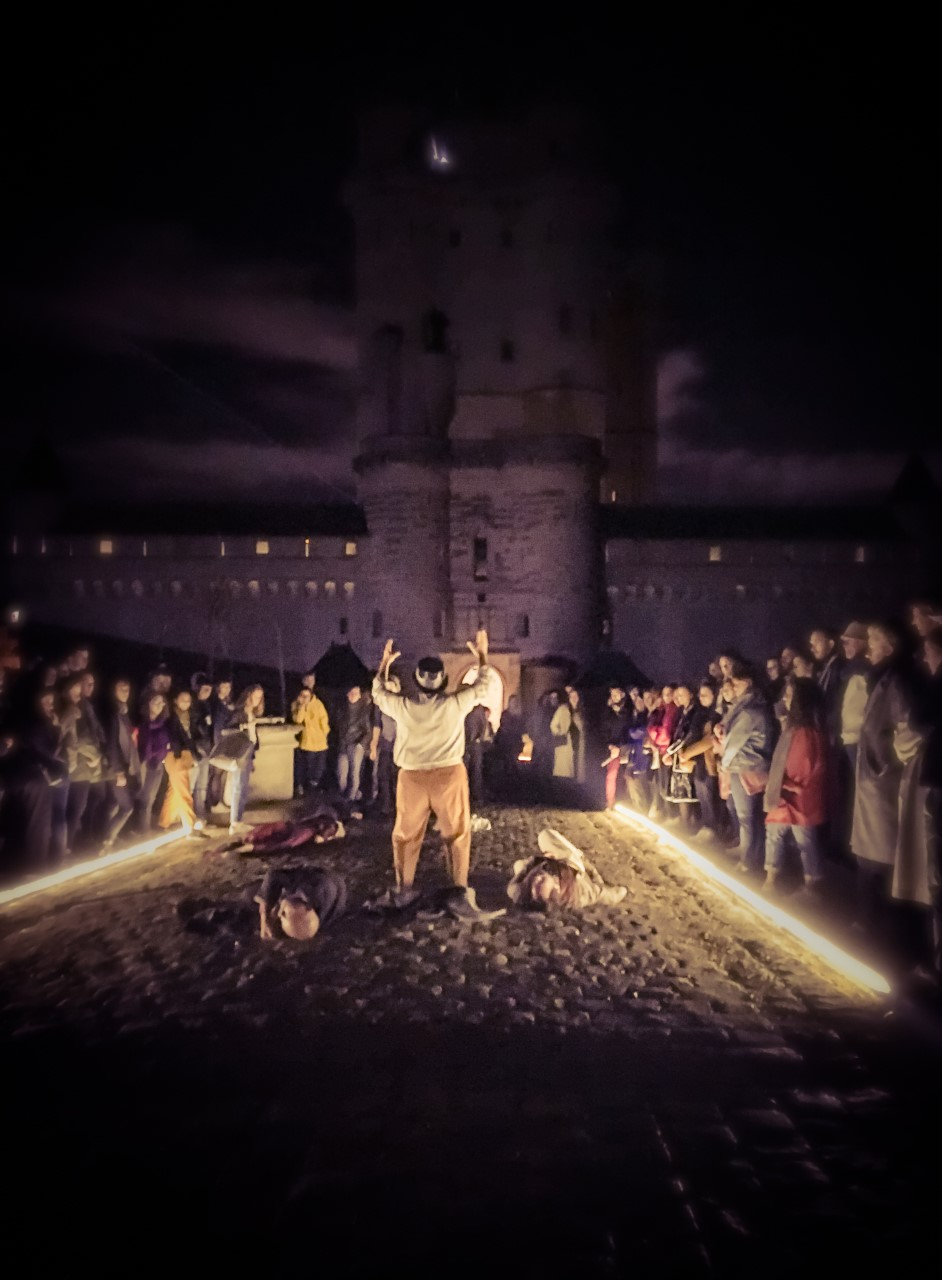
Helsingør, château d'Hamlet

- 2025 : Fisha, de Sarah Hassenforder, créé à L'Assemblée, Lyon.
- 2023 : Le Fléau, mesure pour mesure, création en théâtre immersif adaptée de Mesure pour mesure de Shakespeare, au Domaine National du Palais-Royal.
- 2019 : recréation de Helsingør - château d'Hamlet, au château de Vincennes[10]
- 2018 : Helsingør - château d'Hamlet, création en théâtre immersif adaptée de Hamlet de Shakespeare au Secret[11]

### Mise en scène
- 2025 : Elia, généalogie d'un faussaire, de Jean-Loup Horwitz, créé au Théâtre du Petit Chien, Avignon[12].
- 2022 : auteur de H.P.N.S, marché pirate sur le darknet, en tournée et au théâtre La Reine Blanche.
- 2022 : Henri IV, adapté d'après Luigi Pirandello, au Théâtre des Béliers parisiens[13].
- 2019 : Face à face (film, 1976), adapté d'après Ingmar Bergman, avec Emmanuelle Bercot dans le rôle principal, au Théâtre 13, Les Plateaux Sauvages et au Théâtre de l'Atelier[14]
- 2016 : Elle et Lui et Lui, adapté d'après Une paire de gifles et Françoise de Sacha Guitry au Lucernaire[15]
- 2013 : Hiver Arabe, adapté d'après Richard III de Shakespeare au Théâtre des Béliers parisiens[16]
- 2012 : À la Folie Feydeau, adaoté d'après des textes de Georges Feydeau au Ciné 13 Théâtre et au Théâtre de Poche Montparnasse[17]
- 2011 : Les Fleurs Gelées, adaoté d'après La Fête à Solhaug de Henrik Ibsen et La Femme de Sire Bengt de August Strindberg au Théâtre 13, avec Julie Cavanna et Alexis Michalik[18]
- 2007 : Manhattan Medea, adapté d'après Dea Loher au théâtre de l'Aktéon
- 2005 : Le Malade imaginaire, de Molière au Festival d'Avignon, au Théâtre du Lucernaire et au Vingtième Théâtre.

#### Assistanat mise en scène
- 2014 : assistanat auprès de Gérald Garutti sur sa mise en scène de Lorenzaccio au Théâtre de la Criée
- 2012 : assistanat auprès de Gérald Garutti sur sa mise en scène de Haïm, à la lumière d'un violon à la Salle Gaveau, avec Mélanie Doutey
- 2010 : assistanat auprès de Rae Smith sur la mise en scène de A Little Night Music au Théâtre du Châtelet, avec Greta Scacchi
- 2008 : assistanat auprès de Yasmina Reza sur sa mise en scène de Le Dieu du carnage au Théâtre Antoine, avec Isabelle Huppert

## Filmographie

### Acteur (liste non exhaustive)
- 2014 : Trois souvenirs de ma jeunesse d'Arnaud Desplechin : William
- 1998 : Rembrandt de Charles Matton : Titus van Rijn
- 1992 : La Lumière des étoiles mortes de Charles Matton

### Réalisateur (documentaires)
- 2006 : Cyprien, Fondation Zinsou, documentaire sur Cyprien Tokoudagba
- 2002 : Within these Walls, Forum Gallery

## Publications
- 2025 : Le Théâtre immersif, L'Avant-Scène Théâtre[19]
- 2024 : Le Fléau, mesure pour mesure, L'Avant-Scène Théâtre[20]
- 2022 : H.P.N.S, marché pirate sur le darknet, Éditions des Quatre-Vents[21]
- 2020 : Helsingør, château d'Hamlet, L'Avant-Scène Théâtre, numéro d'avril 2020[22]
- 2012 : À la Casserole !, Éditions des Quatre-Vents[23]
- 2011 : Les Fleurs gelées, Éditions Les Cygnes[24]